# Божественные атрибуты
Боже́ственные атрибу́ты — термин философии религии и аналитической философии, обозначающий атрибуты (свойства) Бога, понимаемого в качестве сверхъестественного персонифицированного субъекта.
В монотеистических традициях божественные атрибуты имеют всеобщий и бесконечный характер, например, всеведение и всемогущество. Также классический теизм приписывает божеству атрибуты, не наблюдаемые у конечных субъектов: простота, неизменность, бесстрастность, самодостаточность и другие.
Состав и интерпретация отдельных атрибутов существенно отличаются в различных религиозных течениях и философских школах. Современный британский философ Ричард Суинбёрн исключает их все, оставляя только неизменность в слабом смысле, то есть по основным чертам. Открытые и процессные теисты отрицают божественные простоту, вечность и бесстрастность. Существуют и другие подходы, в рамках которых философы пытаются построить непротиворечивое представление о Боге как о личности — предполагается, что таким образом достигается картина, более адекватная религиозным традициям. Существую также концепции атрибутов неперсонифицированного Бога, основывающиеся на идее его трансцендентности.
В христианстве представление о Боге развивалось в рамках апофатического (via negationis) и катафатического богословия (via eminentiae). До начала схоластического периода в конце IX — начале XII века патристический материал не был систематизирован, если не считать не получивший признания церкви трактат Оригена «О началах». Начало схоластического изучения божественных атрибутов было положено Ансельмом Кентерберийским (ум. 1109), который в своих трактатах «Proslogion», «Monologion» и «Об исхождении святого Духа против греков» начал использовать методы аристотелевской логики.